# Diga di Pietrarossa
La diga di Pietrarossa è una diga di materiali sciolti in costruzione nel territorio dei comuni di Agira e Mineo, in Sicilia. È parte di un sistema idrico volto all'irrigazione della piana di Catania che comprende anche la diga Don Sturzo sul lago di Ogliastro e la traversa sul Dittaino.

## Storia
Lo schema idrico comprendente la diga fu approvato dal Consiglio superiore dei lavori pubblici una prima volta nel 1959 e poi con modifiche nel 1969. Il progetto esecutivo della diga fu approvato nel 1983 con prescrizioni e fu finanziato nel 1988 dalla Cassa del Mezzogiorno (CASMEZ) con 145 miliardi di lire.
I lavori furono appaltati al raggruppamento Lodigiani-COGEI ed iniziarono nel 1989 per interrompersi una prima volta nel 1993 a causa di una frana sulla spalla destra; nel 1995 inoltre furono rilevate alcune lesioni sulla struttura e il gruppo di imprese chiese un ulteriore finanziamento di 20 miliardi di lire sostenendo che tali danni fossero stati causati dal terremoto di Carlentini del 1990. Una successiva inchiesta della Procura di Caltagirone avrebbe appurato che i danni erano stati causati da errori nella costruzione della diga e che quindi le imprese stavano tentando di truffare lo Stato. I lavori ripresero nel maggio 1997 dopo l'approvazione di un progetto di sistemazione e completamento su prescrizioni del Servizio nazionale per le dighe con un'ulteriore spesa di 43 miliardi di lire e al raggruppamento Lodigiani-COGEI subentrò Imprepar-Impregilo Partecipazioni; i lavori si fermarono nuovamente nel mese di ottobre in seguito al sequestro giudiziario del cantiere da parte della Procura di Enna, che indagava per abuso e rifiuto d'atti d'ufficio oltre che deturpamento di bellezze naturali e archeologiche. Durante i lavori erano infatti stati rinvenuti alcuni reperti archeologici di epoca romana. Contestualmente all'interruzione dei lavori Imprepar avviò una causa per il risarcimento dei danni che secondo una sentenza del Tribunale di Catania ammonterebbero a 4,7 milioni di euro. Al momento dell'ultima interruzione i lavori avevano portato ad un completamento pari al 95%.
Nel corso degli anni successivi la diga è rimasta fondamentalmente abbandonata, venendo poi dichiarata ai sensi del decreto-legge n° 201 del 2011 opera incompiuta, e ne è stata più volte richiesta la demolizione proprio in relazione alla salvaguardia dell'ambiente e dei reperti archeologici. Nel 2017 si deliberò di ricominciare i lavori e infine nel 2022 è stato approvato il progetto definitivo con l'intenzione di utilizzare le risorse del Piano Nazionale di Ripresa e Resilienza (PNRR) per completare la diga entro il 2025.